# Celsiusgatan, Malmö

Celsiusgatan är en gata i Malmö som sträcker sig från Kungsgatan till en återvändsplats något väster om  Kontinentalbanan. Den korsar Föreningsgatan, Zenithgatan och Nobelvägen.
Celsiusgatan var ursprungligen en 1901 tillkommen gata inom Rörsjöstaden. Denna förlängdes 1904 genom att den 1889 tillkomna Harzgatan, belägen söder om Föreningsgatan, införlivades. Gatan förlänges därefter 1908 och 1924 och kom därigenom att sträcka sig förbi Kontinentalbanan till Danska vägen i Håkanstorp. Eftersom Malmö stad planerade att anlägga en idrottsplats öster om Kontinentalbanan slopades 1956 Celsiusgatan på sträckan mellan den nuvarande återvändsplatsen och Scheelegatan. Celsiusgatans sträckning öster om sistnämnda gata erhöll samtidigt det nya namnet Klubbegatan.